# Phoenix canariensis
Espèce
Classification phylogénétique
Le dattier des Canaries ou palmier des Canaries (Phoenix canariensis), parfois appelé faux dattier, est une espèce de plante à fleurs appartenant au genre Phoenix et à la famille des Arécacées (les palmiers). L'épithète spécifique canariensis indique sa provenance : les îles Canaries. 
Ce palmier est endémique des îles Canaries et il est le symbole naturel végétal de cet archipel. Il a été importé à Nice en 1864 et il est de nos jours très fréquemment planté pour ses qualités ornementales dans l'ensemble du bassin méditerranéen. On le trouve également, dans le Sud-Ouest de la France sur la côte Basque. Sa silhouette, bien reconnaissable parmi les palmiers, est devenue emblématique des paysages méditerranéens, à côté des pins et des cyprès. Il est également cultivé dans de nombreuses régions du monde.

## Habitat et distribution
Le palmier des Canaries est une des espèces à port arborescent des forêts thermophiles de l'archipel des Canaries. Cette végétation transitionnelle se situe entre la laurisylve ou la pinède, et la végétation côtière xérophile : entre 300 et 500 m d'altitude sur le versant nord et entre 500 et 1 000 m sur le versant sud. Cet étage bénéficie d'un climat méditerranéen chaud : températures moyennes annuelles comprises entre 16 et 18 °C et précipitations annuelles de 500 mm avec une période de sécheresse entre le printemps et l'automne. Ce type de végétation subit une pression anthropique. Elle subsiste à l'état fragmenté dans des zones peu accessibles. Le dattier des Canaries se rencontre dans les vallées, les ravins, les versants escarpés constituant un élément fondamental du paysage canarien.
D'une rusticité importante (la plante résiste à des températures minimum de l'ordre de -10 °C), les palmes peuvent souffrir à partir de -6 °C et pendant des jours sans dégel. Ce palmier a été introduit dans des pays au climat tempéré ou subtropical. En France, il est couramment cultivé sur la Côte d'Azur et le pourtour méditerranéen où il orne les parcs, avenues et jardins de sa couronne typique. Il est cependant en danger en zone méditerranéenne à cause du développement ces dernières décennies du charançon rouge des palmiers (Rhynchophorus ferrugineus). Ce coléoptère peut les tuer. On rencontre aussi le palmier des Canaries de plus en plus fréquemment dans les parcs et jardins du pays basque, en Bretagne, et dans les jardins urbains à Toulouse ou Bordeaux et même autour de Paris, où il est cependant en situation précaire et nécessite souvent une protection l'hiver. De très beaux spécimens sont également présents en Suisse, autour des lacs italo-suisses dans le canton du Tessin, et au bord des lacs italiens (lac de Garde, lac Majeur) au pied des Alpes. Quelques sujets survivent dans des jardins privés genevois. Il est présent plus largement dans tous le bassin méditerranéen où il est le palmier le plus apprécié : la péninsule et les îles d'Italie, presque toute la péninsule Ibérique (y compris l'ensemble des littoraux atlantiques), la Grèce, les pays bordant l’Adriatique (Albanie, Croatie, Monténégro), etc. Il est très cultivé en Amérique du Nord : notamment en Californie et en Arizona, et dans les régions côtières du golfe du Mexique jusqu'au sud de la côte atlantique, du Texas à la Caroline du Sud. Il est très présent dans l'hémisphère Sud, comme en Argentine, au Chili, au Pérou, en Afrique du sud et en Australie, ces pays ayant des régions avec des climats appropriés : méditerranéen et subtropical. On peut aussi le rencontrer dans le sud du Japon.

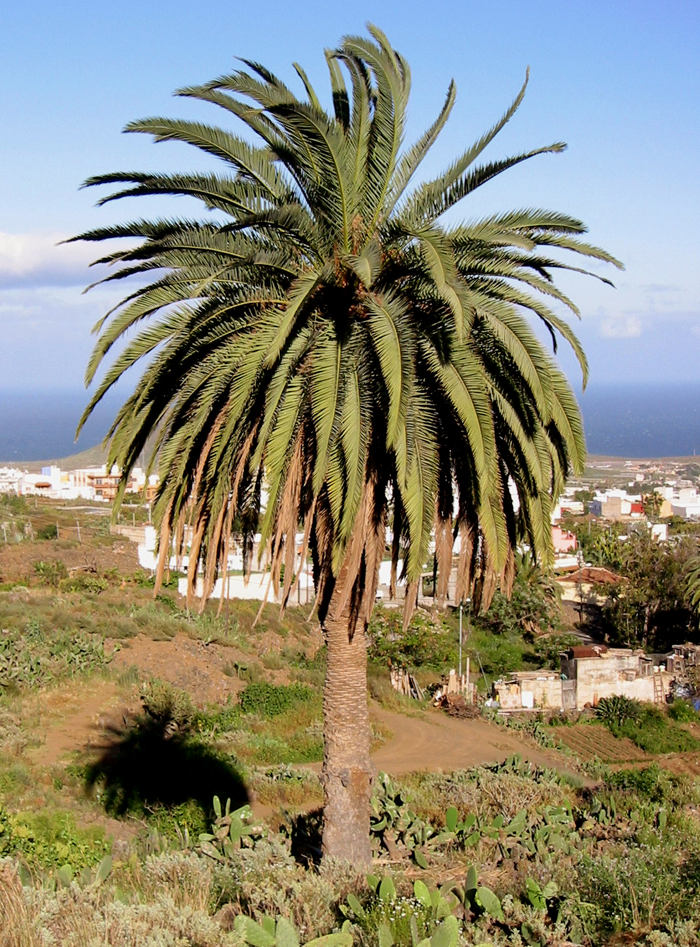
Phoenix canariensis dans son habitat à Tenerife.
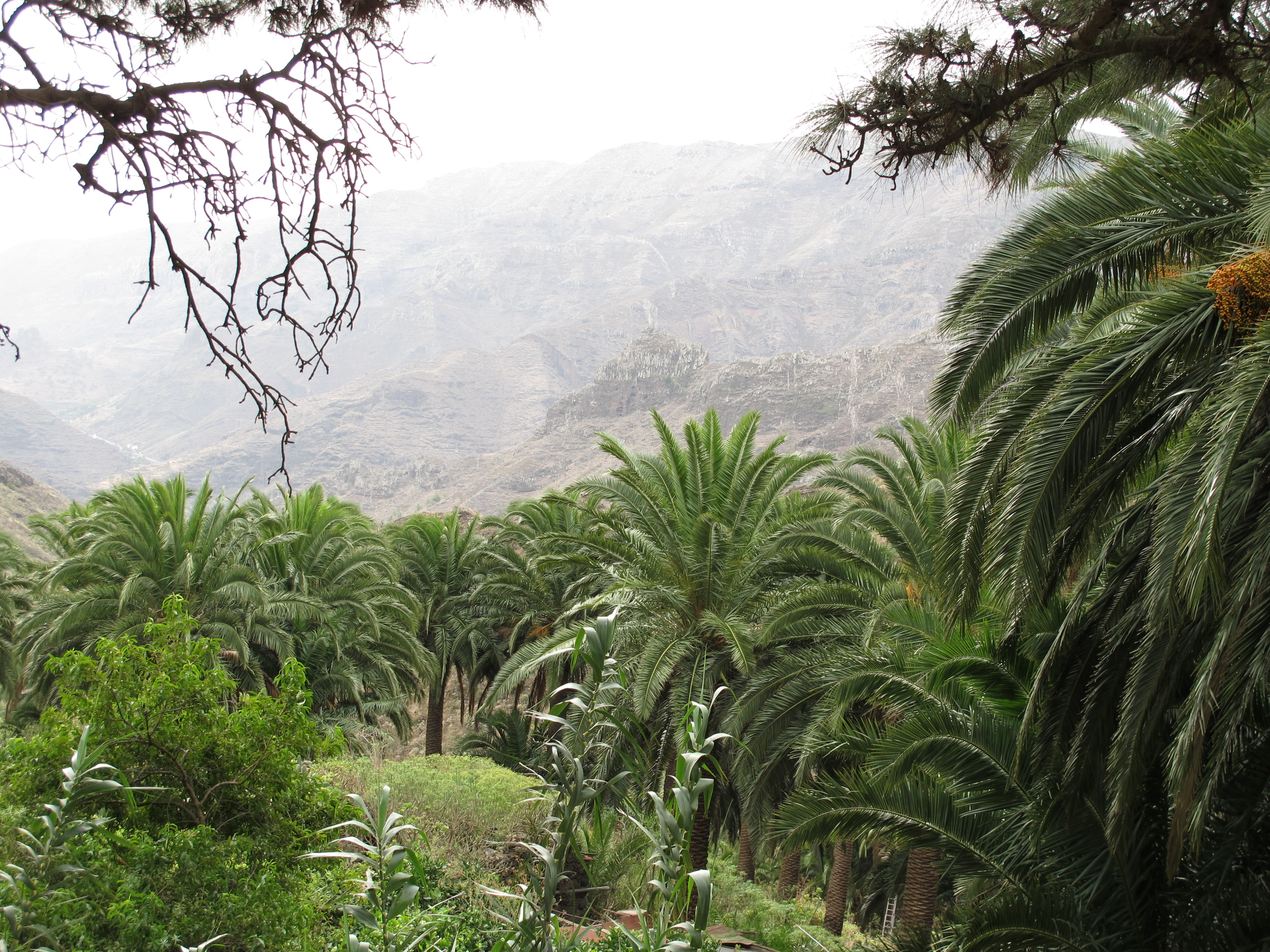
Groupe sauvage sur l'île de La Gomera.
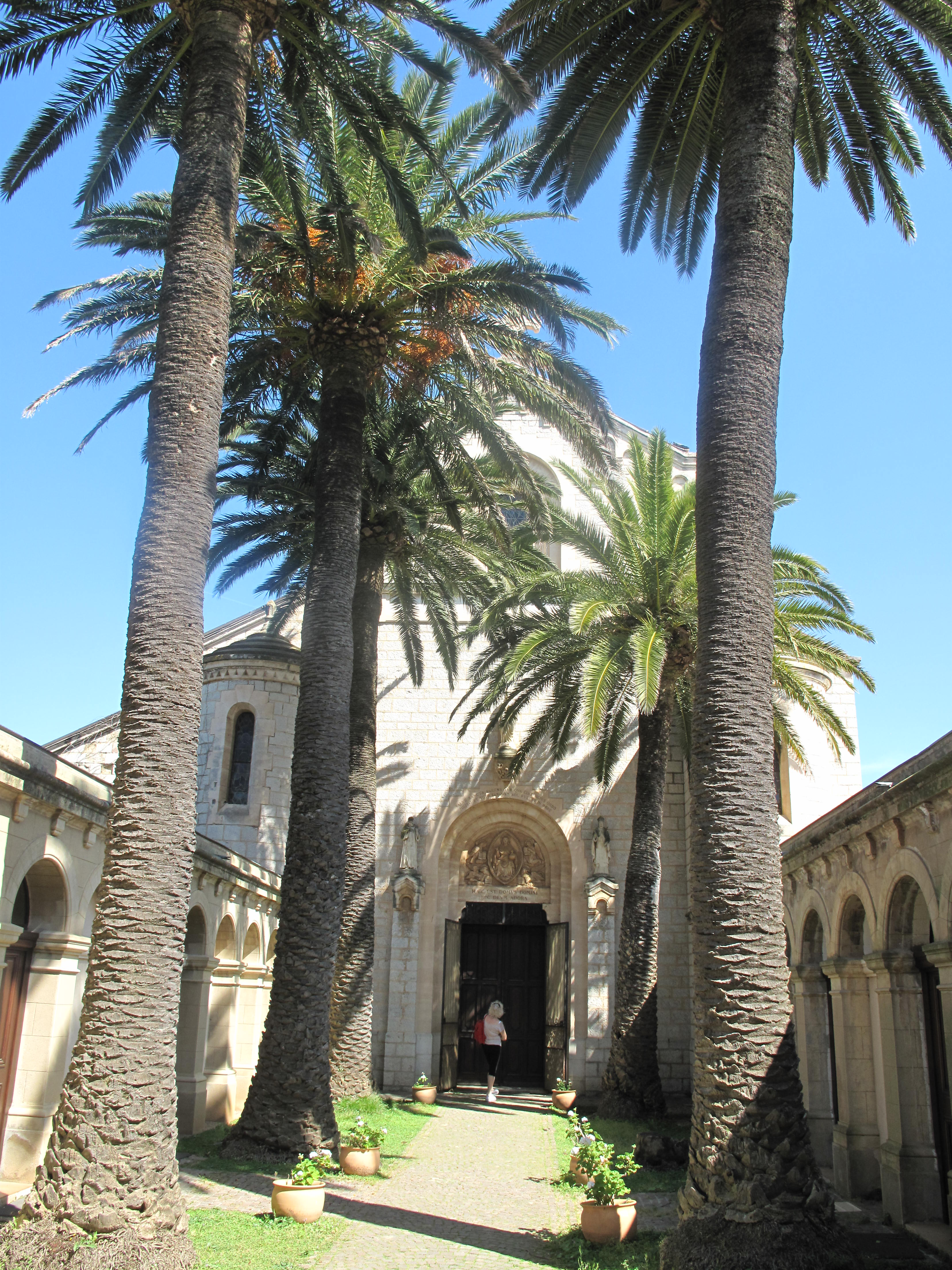
Vieux sujets à l'abbaye de Lérins sur l'île Saint-Honorat, France
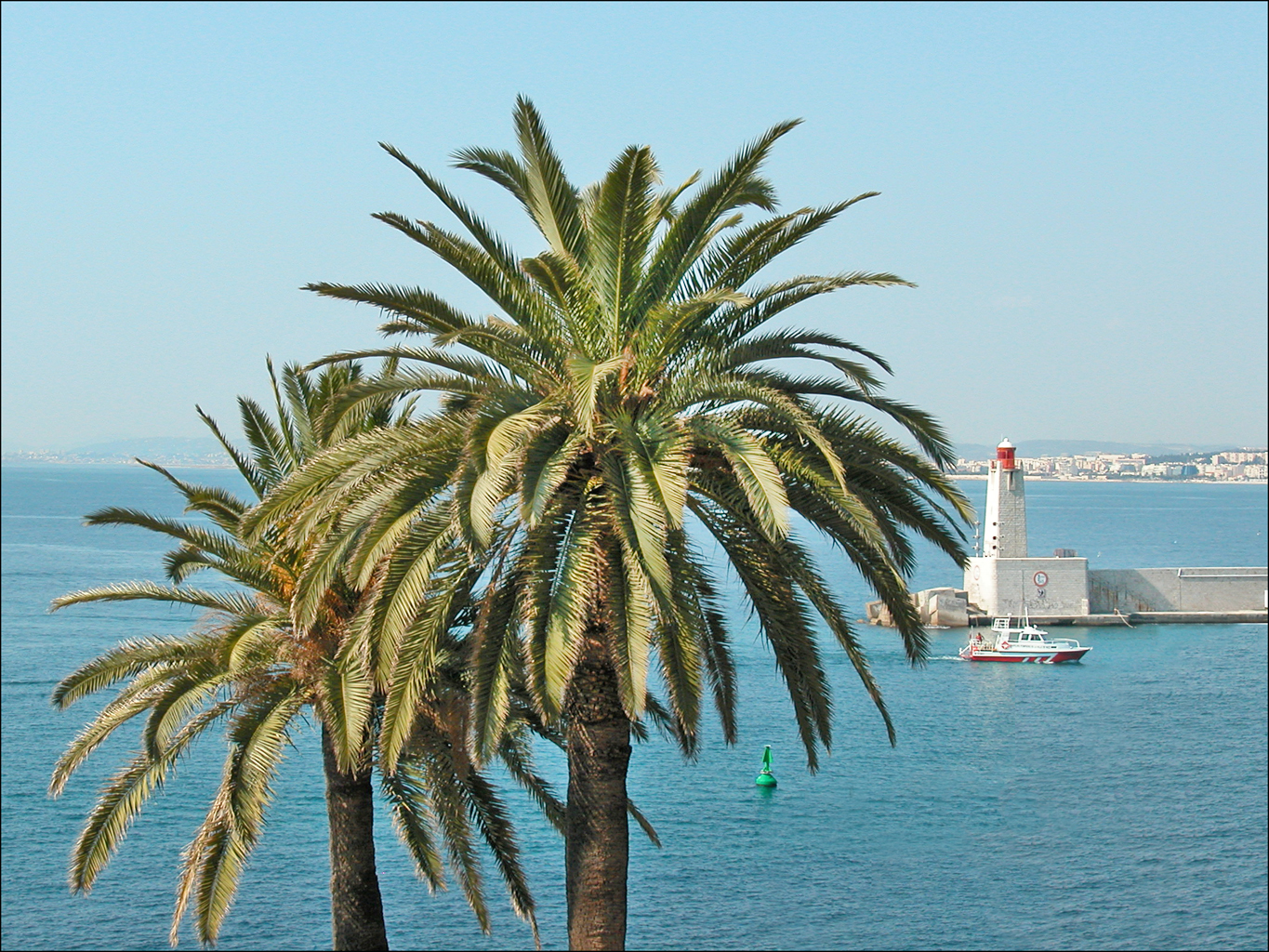
Spécimens dominant le port de Nice
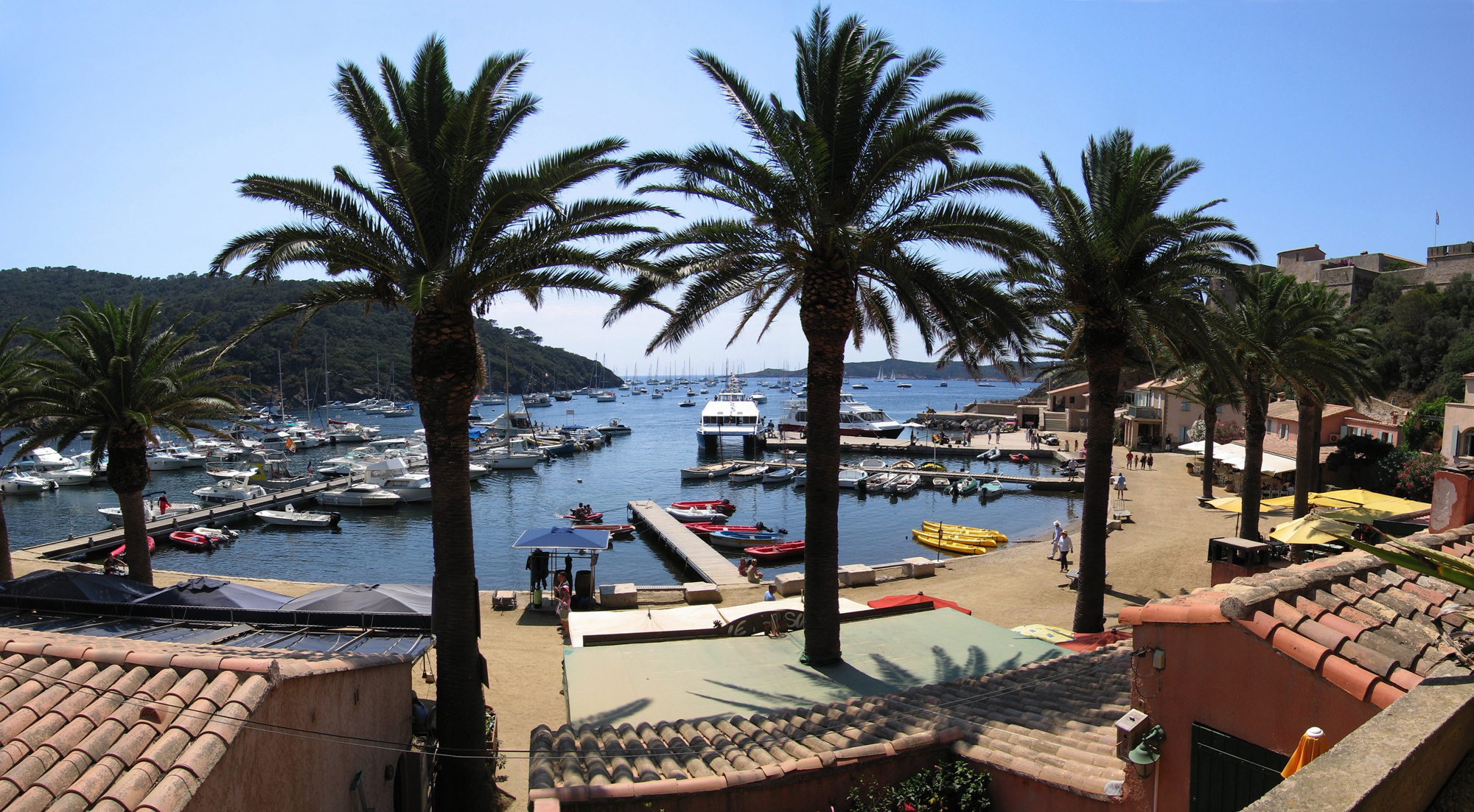
Un alignement à Port-Cros
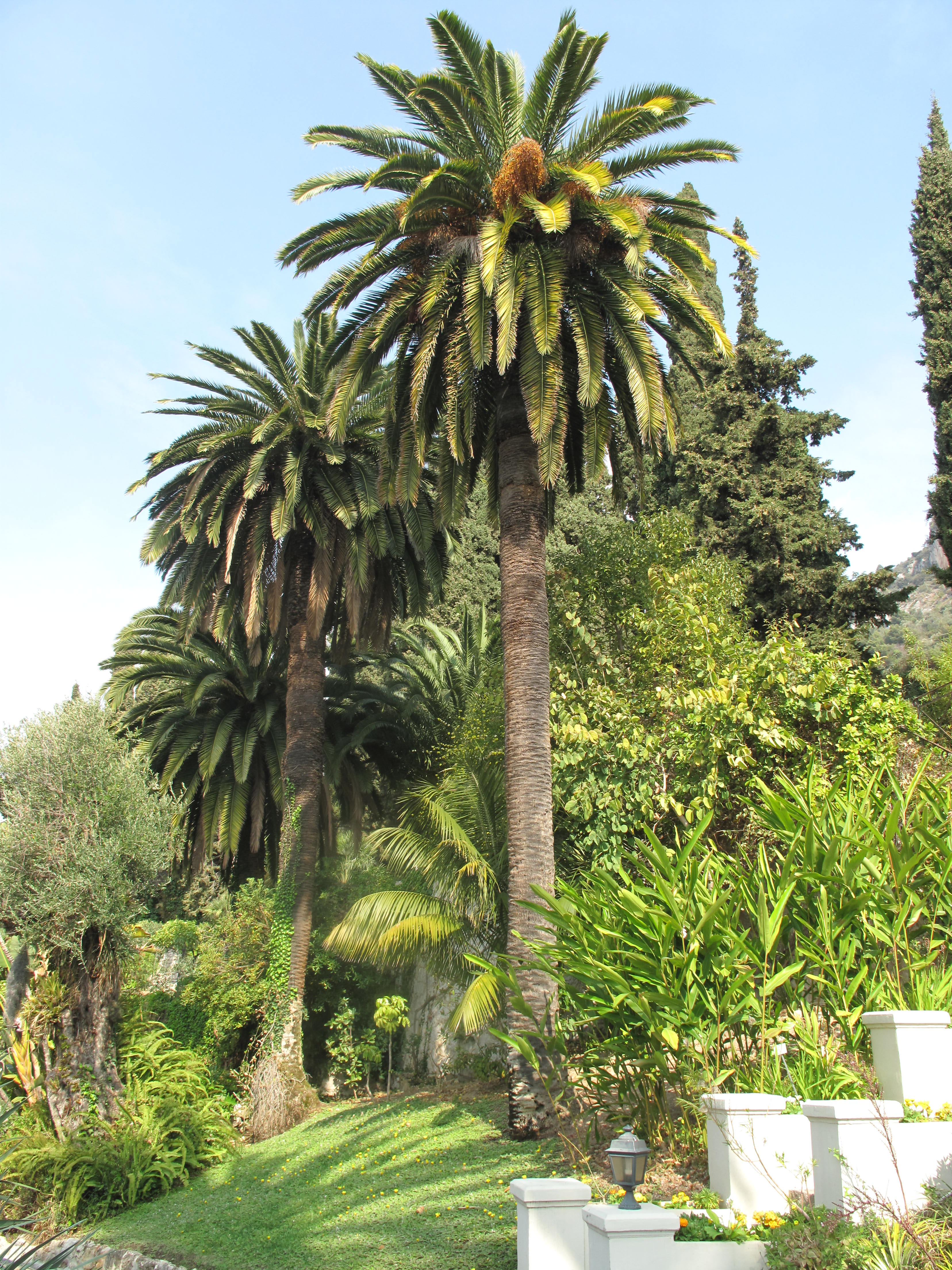
Dans un Jardin à Menton
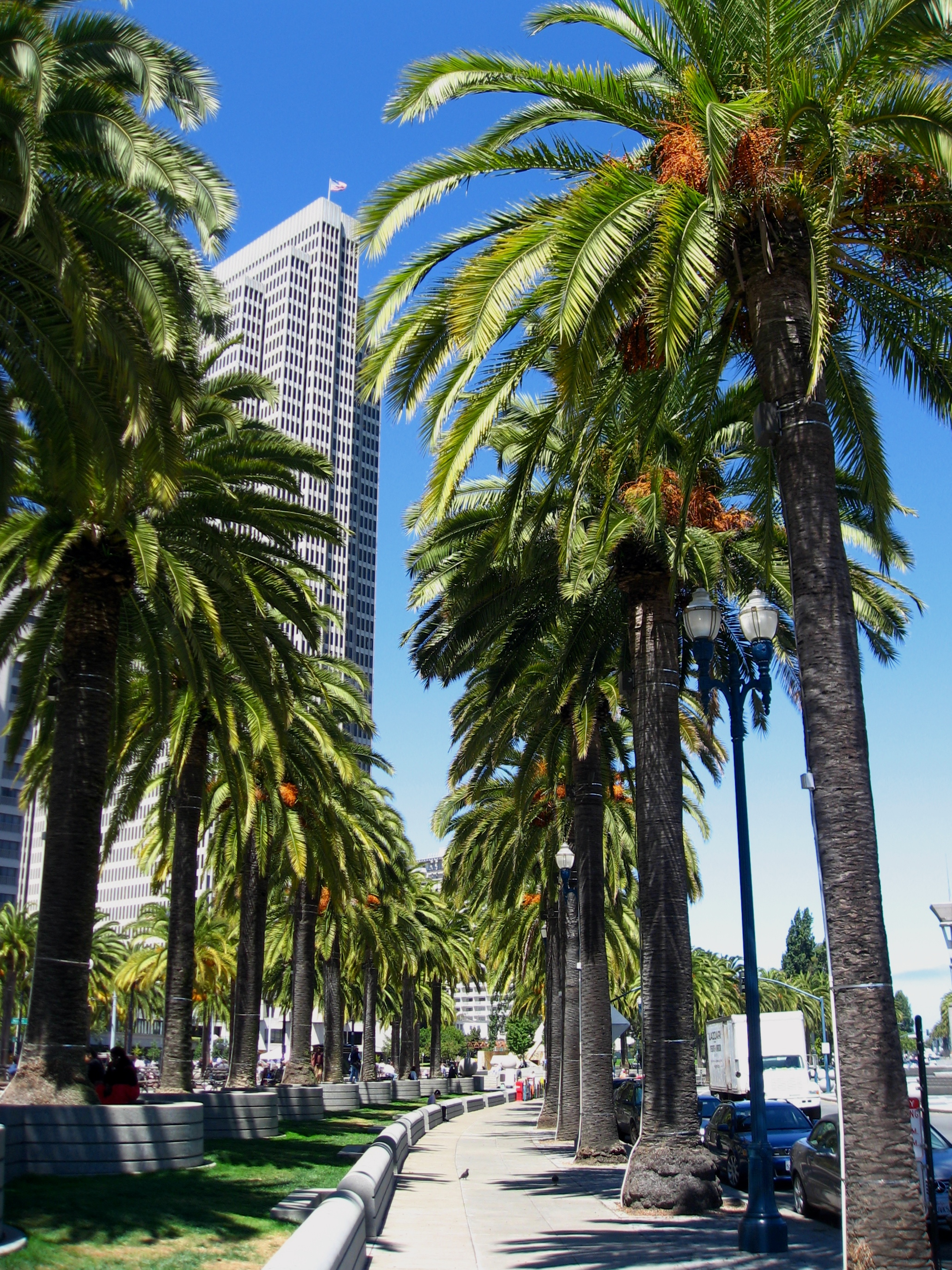
Une promenade plantée à San Francisco, États-Unis.
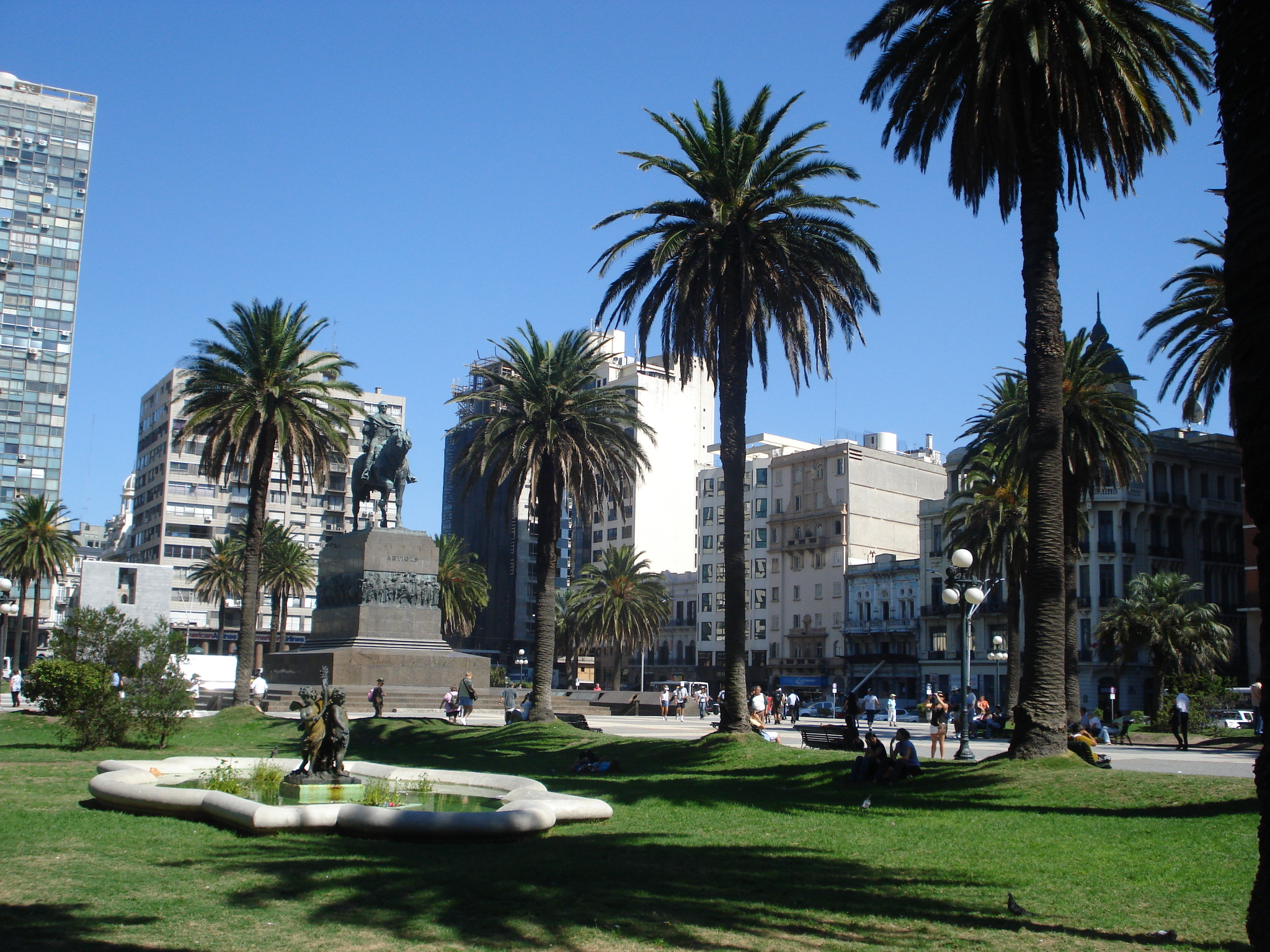
Grands spécimens à Montevideo, Uruguay.
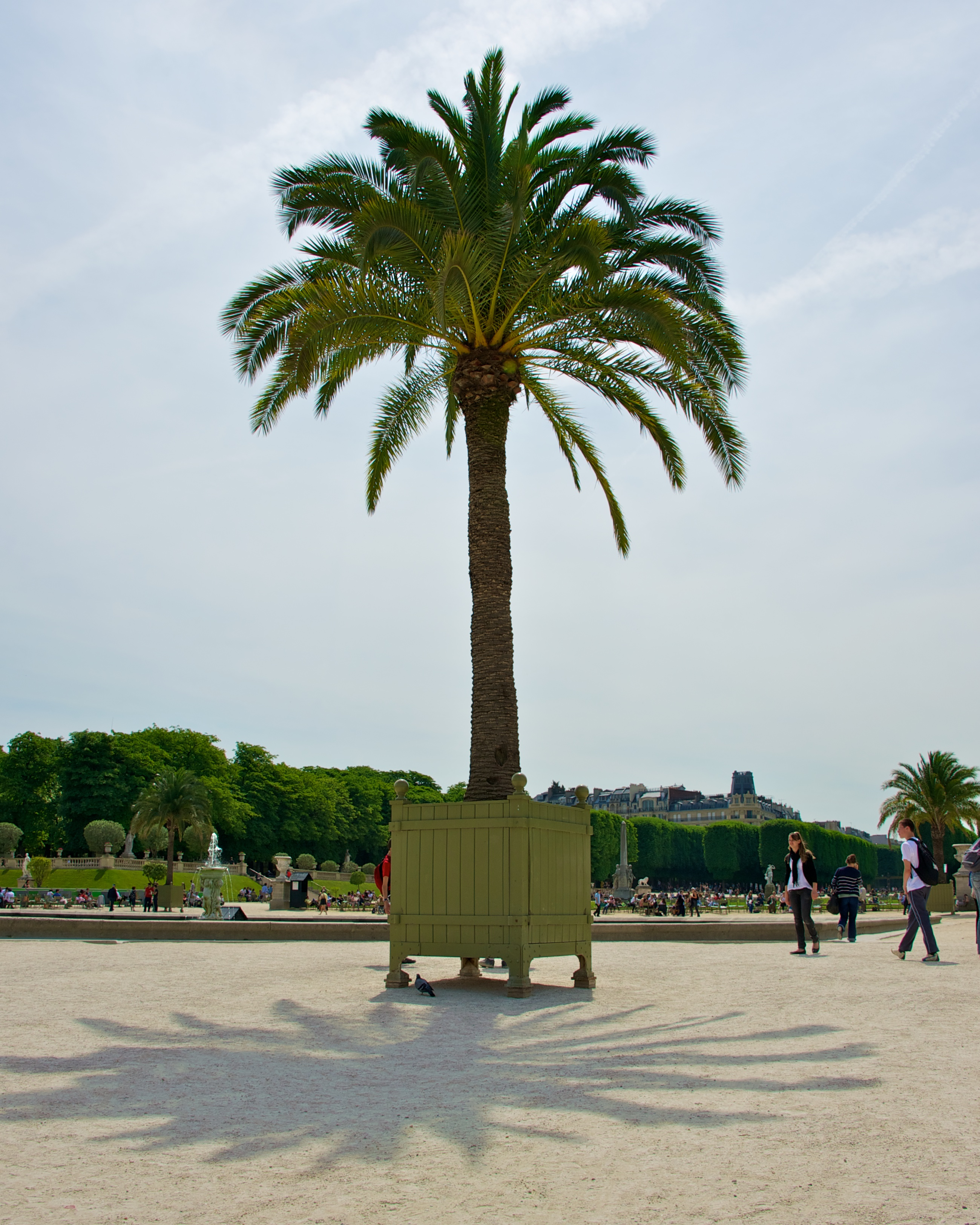
Palmier en pot au Jardin du Luxembourg, Paris.

## Utilisation
Sa principale utilisation est ornementale. Il est planté dans les parcs et les jardins, mais aussi en alignement sur les places, le long des rues et des avenues, et aux abords des plages. Il est depuis plus d'un siècle l'ornement indispensable des stations balnéaires de la mer Méditerranée et des avenues chics de Californie. Il assure chaque année le dépaysement de millions de vacanciers venant de régions plus froides. Il n'est pas rare qu'il soit associé avec Washingtonia robusta, qui a à peu près les mêmes exigences en termes de sol et de climat, mais avec une forme totalement différente, créant un contraste. Dans les régions moins clémentes, le palmier des Canaries est aussi cultivé en pot, afin d'être rentré en hiver dans des orangeries ou hangars, et sorti en été pour agrémenter les villes.
À partir de sa sève est produit le sirop de palmier (miel de palmier).

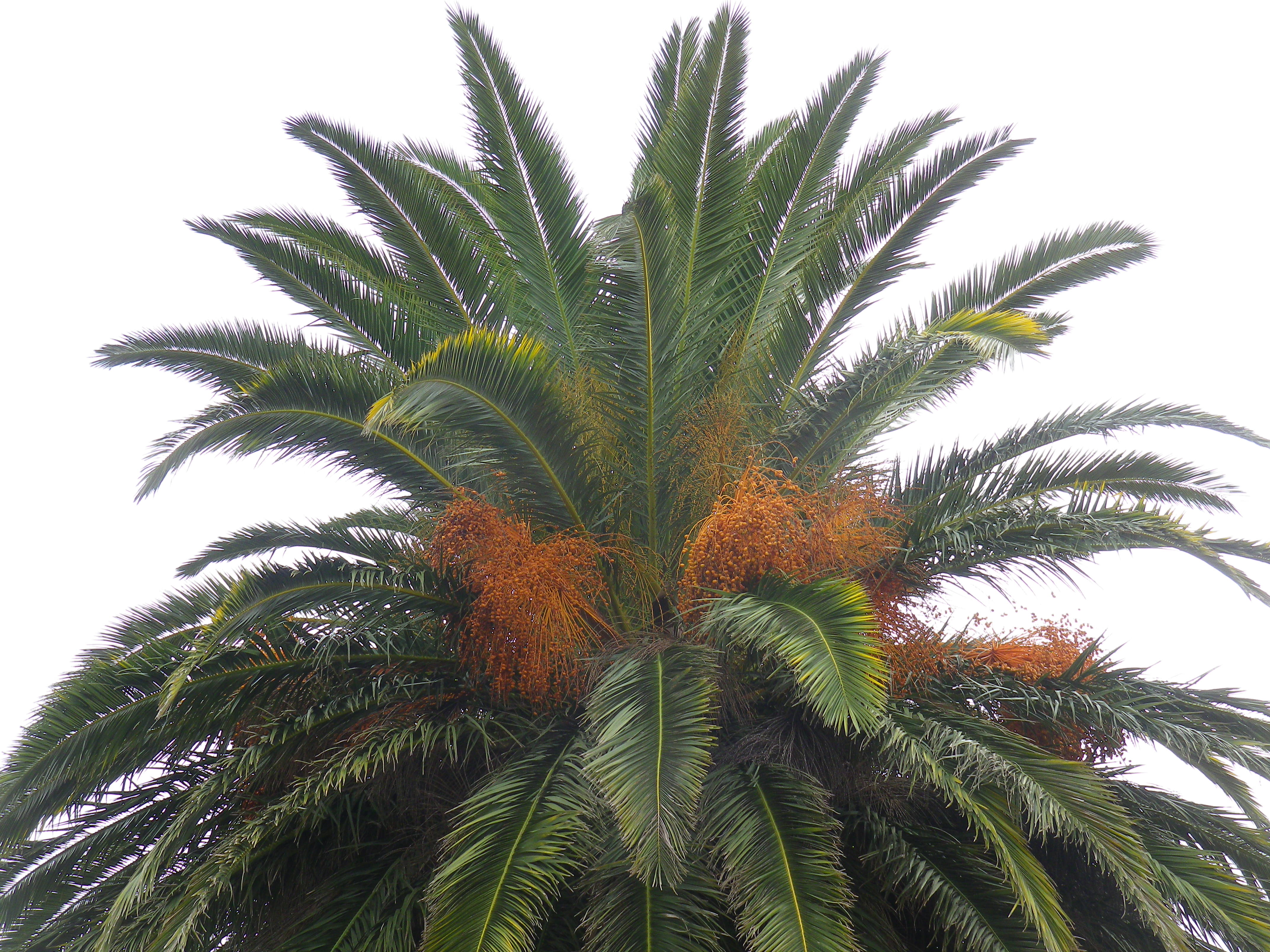
Palmes (les feuilles) et les dattes (fruits)

Les stipes (faux-troncs) peuvent éventuellement servir à la construction et les palmes séchées pour couvrir les maisons.

## Description
- Stipe : le stipe est solitaire, de couleur marron ou gris, et atteint jusqu'à 20 mètres de hauteur et 60 cm de diamètre, à l'âge adulte. Il est nettement plus robuste et souvent plus droit et régulier que celui de son cousin Phoenix dactylifera. Il est recouvert de la base des anciens pétioles.
- Couronne : la couronne se compose de plus d'une centaine de feuilles. Elle est bien plus dense que celle de Phoenix dactylifera
- Feuilles : elles sont pennées et peuvent mesurer plus de 5 mètres de longueur, et d'une couleur verte généralement un peu plus prononcée que chez Phoenix dactylifera. Les folioles sont étroites, rigides et disposées de manière irrégulière sur le rachis. Le pétiole peut mesurer jusqu'à un mètre, et est recouvert d’épines sur ses bords. Les épines d'environ 10 cm de longueur à la base des palmes provoquent une forte douleur pendant deux jours et une légère irritation, si la piqure atteint une veine, alors un hématome se forme.
- Inflorescences : ce sont des palmiers dioïques. Les inflorescences sont interfoliaires. Elles sont courtes chez les spécimens mâles, et longues et chargées de fruits chez les femelles pollenisées.
- Fruits : ils ont une couleur marron-orange, virant à l'orange à maturité, et contiennent une graine de 1,5 cm en moyenne. Les pulpes de ce fruit sont comestibles mais trop fines pour qu'elles vaillent la peine d'être consommées. Il existe une variété de Phoenix canariensis à fruits rouges.

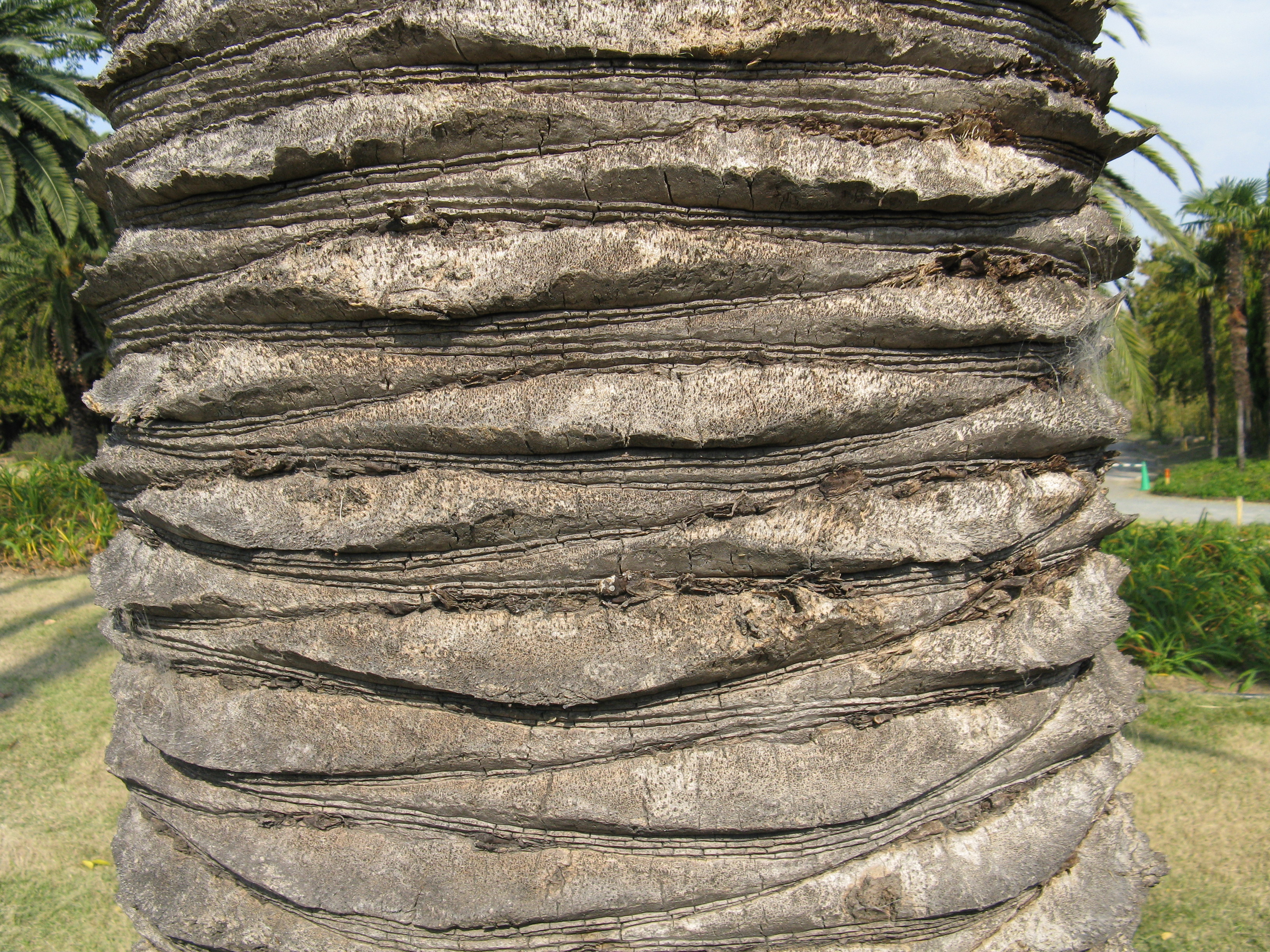
Détail du stipe
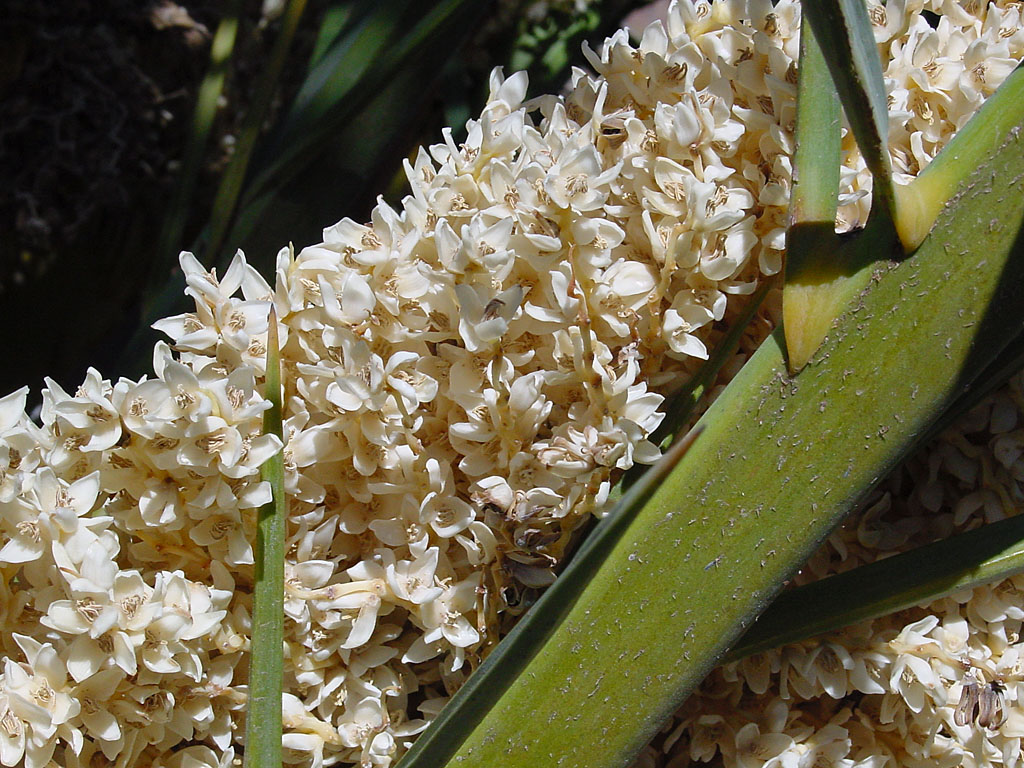
Fleurs
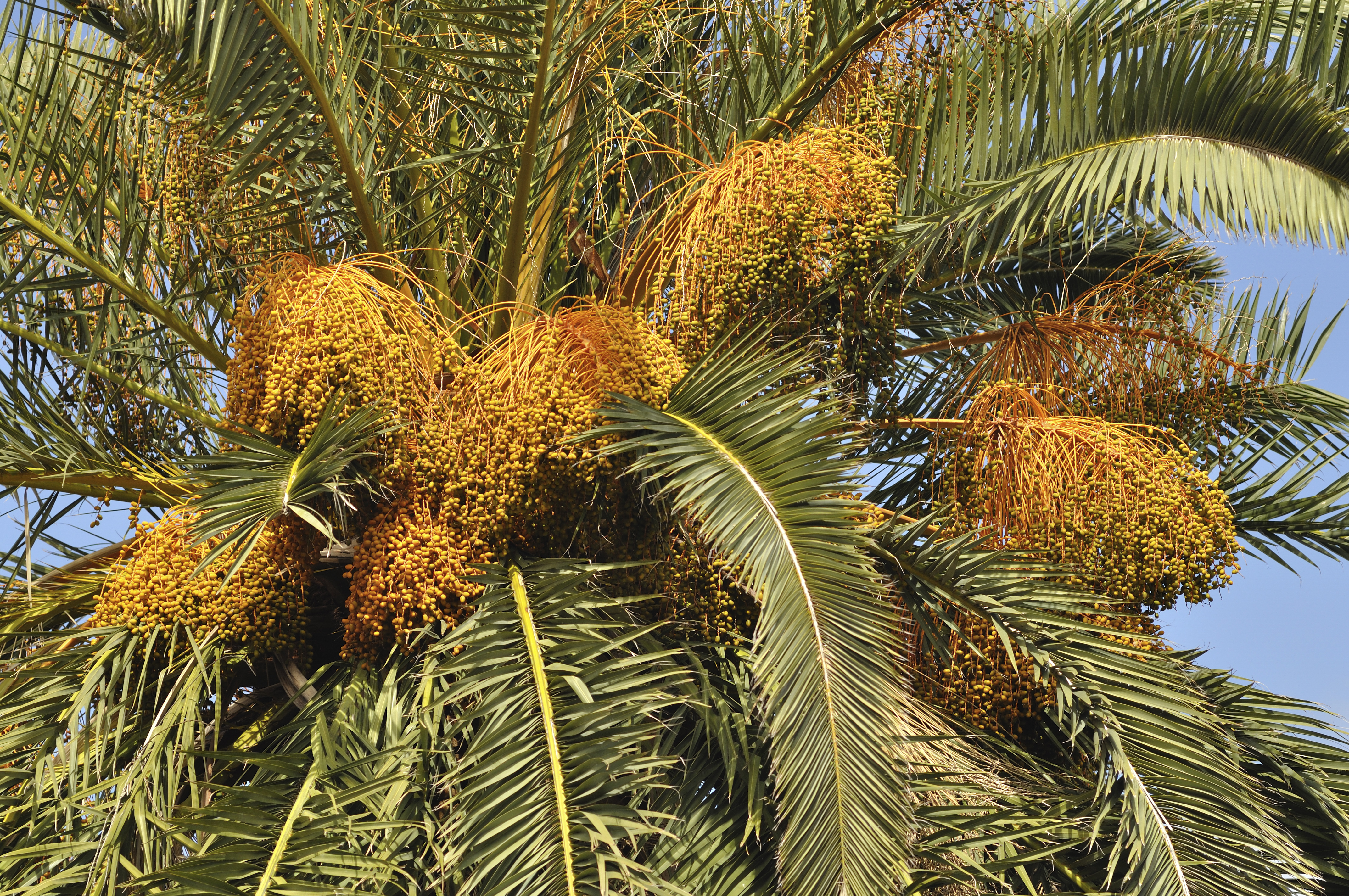
Infrutescence

## Culture

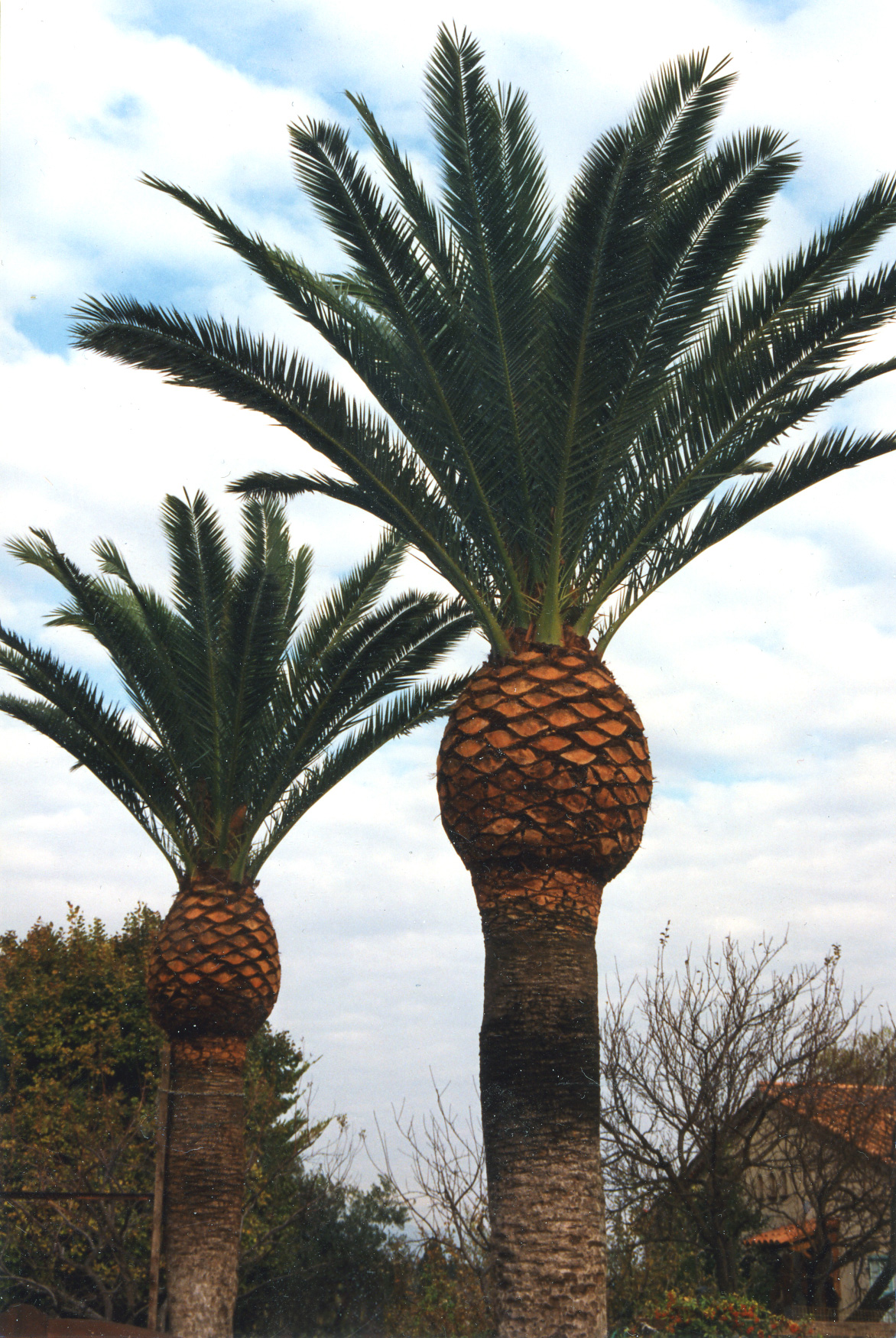
Palmiers des Canaries taillés en ananas à Antibes.

Ce sont des palmiers très résistants, ce qui explique leur succès en culture. Ils supportent la sécheresse, les sols acides ou alcalins, l’ombre partielle, la pollution et les embruns. Ils ont une bonne rusticité au froid (-8, −10 °C), mais résistent toutefois assez mal à des froids trop prolongés dans des conditions humides. Ils s’accommodent bien d'étés océaniques frais et pluvieux, comme sur les côtes bretonnes, où leurs graines parviennent même à mûrir ; ce sont des conditions qu'on retrouve dans certaines stations fraiches des îles Canaries où ces palmiers poussent naturellement. Ils préfèrent cependant les étés relativement chauds méditerranéens et affectionnent les situations bien exposées et ensoleillées. Ils croissent plus rapidement s'ils trouvent de l'eau en quantité dans le sol. Ils supportent aussi très bien la culture en pot.
La variété Phoenix canariensis var. porphyrocarpa, dite « datte rouge », est parfois citée comme résistante au froid de quelques degrés de plus que le type (-10, −12 °C)
Les graines germent rapidement, quelques jours après le semis, ou 1 à 2 mois plus tard. Les plantes se développent au départ assez lentement, puis progressivement la croissance s’accélère. Lorsque le stipe a atteint son diamètre maximal, le palmier commence à s'élever.

## Publication originale
Chabaud, 1882 : Le Phoenix canariensis. Provence Agric Hortic Ilustr, vol.  19, p. 293–297.